# Мысовское сельское поселение (Омская область)
Мысовское се́льское поселе́ние — муниципальное образование в Муромцевском районе Омской области Российской Федерации.
Административный центр — село Мыс.

## История
Статус и границы сельского поселения установлены Законом Омской области от 30 июля 2004 года № 548-ОЗ «О границах и статусе муниципальных образований Омской области»

## Население
| 2010  | 2011  | 2012  | 2013  | 2014  | 2015  | 2016  |
| ----- | ----- | ----- | ----- | ----- | ----- | ----- |
| 1291  | ↘1286 | ↘1239 | ↘1220 | ↘1199 | ↘1168 | ↘1127 |
| 2017  | 2018  | 2019  | 2020  | 2021  | 2023  |       |
| ↘1108 | ↘1058 | ↘1009 | ↘988  | ↘813  | ↘780  |       |

## Состав сельского поселения
| № | Населённый пункт | Тип населённого пункта       | Население |
| - | ---------------- | ---------------------------- | --------- |
| 1 | Дурново          | деревня                      | ↘493      |
| 2 | Курнево          | деревня                      | ↘34       |
| 3 | Мыс              | село, административный центр | ↘579      |
| 4 | Черталы          | деревня                      | ↘185      |